# Eduardo Paolozzi
Eduardo Luigi Paolozzi (Edimburgo, 7 de março de 1924 – 22 de abril de 2005) foi um artista escocês, conhecido por suas esculturas e artes gráficas. É amplamente considerado um dos pioneiros da pop art.
Lecionou na Universidade de Belas Artes de Hamburgo, em que Stuart Sutcliffe foi seu aluno.